# Savage Amusement
Savage Amusement (с англ. — «Дикая забава») — десятый студийный альбом немецкой рок-группы Scorpions, выпущенный в 1988 году. Он также ознаменовал собой конец целой эпохи, поскольку стал последним альбомом, записанным под руководством продюсера Дитера Диркса, с которым они затем разорвали свои отношения. 

## Об альбоме
Альбом Savage Amusement получился более отточенным и менее резким по сравнению с предыдущими релизами Scorpions. Альбом был записан в студиях Dierks Studios I, II, III в Кёльне, Германия, и в Scorpio Sound Studios в Ганновере.
Некоторые критики выразили разочарование новым релизом, который вышел в то время, когда Def Leppard были на вершине рок-рейтингов, предлагая фанатам свой новый саунд. «Savage Amusement следует за Def Leppard по пути к отточенному, удобному для радио формату, но спотыкается по пути и в итоге теряется и барахтается в поисках направления», — написал журнал Classic Rock в своём обзоре. Тем не менее, на пластинке всё же были моменты энергичного рока, особенно в «We Let It Rock… You Let It Roll» и «Love on the Run».
Издание Louder считает «Media Overkill» одной из худших песен группы, которая представляет собой попытку Scorpions улучшить звучание, используя сэмплированные барабаны и вокальные партии. «Из этого ничего не выходит, главным образом потому, что группа потеряла всякое подобие мелодии. Звучание группы, размышляющей, как быть актуальными, — и терпящей неудачу», — пишет журналист Говард Джонсон. Сходную оценку получила песня «Love on the Run», которая, по мнению критика, звучит в духе «Another Piece Of Meat», «Don’t Make No Promises (Your Body Can’t Keep)» и «Now», однако, несмотря на энергетику и начало с трэш-металлического барабанного ритма, трек далеко не так хорош, как любой из перечисленных номеров. Это попытка Scorpions следовать шаблону — и у них это плохо получается.
Положительный отзыв получила песня «Rhythm of Love» — одна из самых романтичных песен Scorpions по мнению журнала Billboard. «Раскрывая тему любви в более мягком и чувственном звучании, чем более тяжёлые треки группы, песня отличается захватывающей мелодией и мощным припевом. Хотя она не произвела такого же впечатления, как другие песни Scorpions, „Rhythm of Love“ стала одной из любимых песен поклонников благодаря своей элегантности и атмосфере», — пишет журнал в своём обзоре лучших песен группы.
После выхода альбома группа рассталась с продюсером Дитером Дирксом. Клаус Майне вспоминал: «Работая над Savage Amusement, Дитер допустил ошибку, став соперничать с Маттом Лангом в результате чего песни <получились> хорошие, но звучание — холодное и цифровое». Scorpions отметили выход Savage Amusement, приняв участие в концертном туре Monsters of Rock, а затем отыграв 50 собственных концертов в Северной Америке.

## Релиз и переиздание
Savage Amusement был выпущен 16 апреля 1988 года, и уже 7 мая 1988 года группа вошла в чарт Billboard 200 со своим десятым студийным альбомом и первым за четыре года. Он содержал хит №6 в чарте Hot Mainstream Rock Tracks «Rhythm Of Love». Сам альбом всего за несколько недель достиг №5 — самого высокого в истории группы на тот момент. За максимальный уровень продаж в США ему был присвоен платиновый статус от RIAA за тираж более 1 000 000 экземпляров в июне 1988 года.
Savage Amusement также стал платиновым в Канаде и золотым в родной Германии, а также во Франции, Финляндии и Швейцарии. В Великобритании, где Scorpions стабильно продавались, это был их четвёртый альбом подряд, вошедший в топ-20, достигнув 18-го места.
В 2016 году альбом был ремастирован и дополнен в рамках серии юбилейных переизданий 50th Anniversary. Переиздание Savage Amusement вышло 6 ноября на CD/DVD и включает бонус-треки и ранее не издававшиеся демо-записи «Edge Of Time», «Dancing In The Moonlight», «Taste Of Love», «Don’t Wait Too Long», «Fast And Furious» и «Living For Tomorrow».

## Критика
Несмотря на коммерческий успех, критики прохладно встретили альбом. По мнению онлайн-издания Ultimate Classic Rock Scorpions потеряли свою популярность 16 апреля 1988 года с выпуском неудачного альбома Savage Amusement. Как считает автор издания, избранные синглы, такие как «Passion Rules the Game», достойная баллада «Believe in Love» и даже «Rhythm of Love» (текст которого, по мнению журналиста, был болезненно банален даже по меркам Scorpsions) всё ещё пользовались относительной популярностью у публики. Но для более взыскательных преданных поклонников группы единственным утешением стала вторая сторона пластинки, куда поместили лаконичные и дерзкие рок-номера «We Let it Rock … You Let it Roll» и «Love on the Run».
Журнал Classic Rock охарактеризовал альбом как сдержанный и знаменующий собой конец эпохи Scorpions 80-х. «Хотя в нём нет ни одной классики Scorpions, треки „Rhythm Of Love“ и „Believe In Love“ не уступают им по звучанию, хотя излишне глянцевый продакшн неразрывно связывает их с эпохой. Но даже если Savage Amusement и не содержал лучший материал группы, им все равно удалось показать, что Scorpions не полностью утратили свою хватку», — пишет группа авторов журнала.
Электронный журнал Loudwire в своём обзоре позитивно оценил Savage Amusement: «Несмотря на то, что альбом считался слабым из-за недовольства фанатов тем, что оригинальный рок 70-х был заменен более современным звучанием, Savage Amusement подарил слушателям некоторые из самых запоминающихся треков, таких как „Rhythm of Love“ и „Don’t Stop at the Top“. Scorpions доказали — группа, дебютировавшая в 1965 году — всё ещё может выпустить альбом, который войдет в десятку лучших в чартах Billboard более чем 20 лет спустя».

## Участники записи
- Клаус Майне — вокал
- Рудольф Шенкер — гитара, бэк-вокал
- Маттиас Ябс — гитара, бэк-вокал
- Френсис Бухгольц — бас-гитара, бэк-вокал
- Герман Раребелл — ударные, бэк-вокал
- Дитер Диркс — продюсирование

## Список композиций
| # | Оригинальное название           | Музыка / Слова                               | Время |
| - | ------------------------------- | -------------------------------------------- | ----- |
| 1 | Don’t Stop at the Top           | Клаус Майне, Рудольф Шенкер, Герман Раребелл | 4:03  |
| 2 | Rhythm of Love                  | Майне, Шенкер                                | 3:48  |
| 3 | Passion Rules the Game          | Майне, Раребелл                              | 3:58  |
| 4 | Media Overkill                  | Майне, Шенкер                                | 3:32  |
| 5 | Walking On the Edge             | Майне, Шенкер                                | 5:05  |
| 6 | We Let It Rock… You Let It Roll | Майне, Шенкер                                | 3:38  |
| 7 | Every Minute Every Day          | Майне, Шенкер                                | 4:21  |
| 8 | Love On the Run                 | Майне, Шенкер, Раребелл                      | 3:35  |
| 9 | Believe in Love                 | Майне, Шенкер                                | 5:20  |

## Чарты

### Альбом
| Год  | Чарт          | Позиция |
| ---- | ------------- | ------- |
| 1988 | Billboard 200 | #5      |

### Синглы
| Год  | Песня             | Чарт                   | Позиция |
| ---- | ----------------- | ---------------------- | ------- |
| 1988 | «Rhythm of Love»  | Billboard Hot 100      | #75     |
| 1988 | «Rhythm of Love»  | Mainstream Rock Tracks | #6      |
| 1988 | «Believe In Love» | Mainstream Rock Tracks | #12     |